# Иванов, Александр Евгеньевич (футболист)
Александр Евгеньевич Иванов (род. 30 апреля 1959) — советский футболист, защитник.
Всю карьеру провёл в команде второй лиги «Автомобилист» / «Навбахор» Наманган. За десять сезонов (1981—1990) провёл в первенстве 302 игры, забил семь голов.